# Donauring
Der Donauring war eine temporäre Rennstrecke für Motorräder und Automobile in Ingolstadt. Es handelte sich um einen Stadtkurs. Meisterschaftsläufe fanden auf dem Donauring zwischen 1949 und 1954 insgesamt viermal statt. Ausgeschrieben waren Rennen unterschiedlicher Hubraumklassen für Motorräder ohne und mit Seitenwagen sowie für Automobile der Formel 3. Seit dem Jahr 1999 findet in unregelmäßigen Abständen ein Donauring-Revival statt. Hierbei handelt es sich um eine Oldtimerveranstaltung, bei der eine verkürzte Variante der historischen Strecke befahren wird.

## Veranstaltungen, Teilnehmer, Fahrzeuge
Zum Donau-Ring-Rennen – Rund um die Schanz kamen bis zu 100.000 Zuschauer. Die 1949 in Ingolstadt gegründete Auto Union GmbH mit ihrer Motorradmarke DKW bestritt hier ihre Heimrennen. Mehrere bekannte Fahrer mit sächsischen Wurzeln hatten denselben Wechsel vollzogen und traten nunmehr in Ingolstadt als Lokalmatadoren an. Zu nennen sind insbesondere Ewald Kluge und Siegfried „Sissi“ Wünsche. Legendär sind die Auftritte des Ingolstädters Gustl Hobl auf einer DKW-Werksmaschine mit Roots-Gebläse. Aufgrund des daraus resultierenden ungewöhnlichen Motorgeräuschs wurde das Fahrzeug auch als Singende Säge bezeichnet. Darüber hinaus wurden weitere bayerische Rennfahrer vor allem auf Maschinen der Marke BMW zu Publikumslieblingen, was besonders auf Schorsch Meier zutrifft.
Aus dem Bereich des Automobilsports trat in Ingolstadt die Formel 3 zu Rennen an. Deren Fahrzeuge wiesen seinerzeit technische Verwandtschaft zu den Motorrädern auf: Das Hubraumlimit lag bei 500 cm³, daher bot es sich an, den Antriebsstrang aus einem Motorrad zu übernehmen – einschließlich fahrtwindgekühlten Zylindern, sequentiellem Getriebe, Kettenantrieb (naturgemäß nicht bei BMW-Basis) und dem Verzicht auf ein Differentialgetriebe.

## Historischer Streckenverlauf

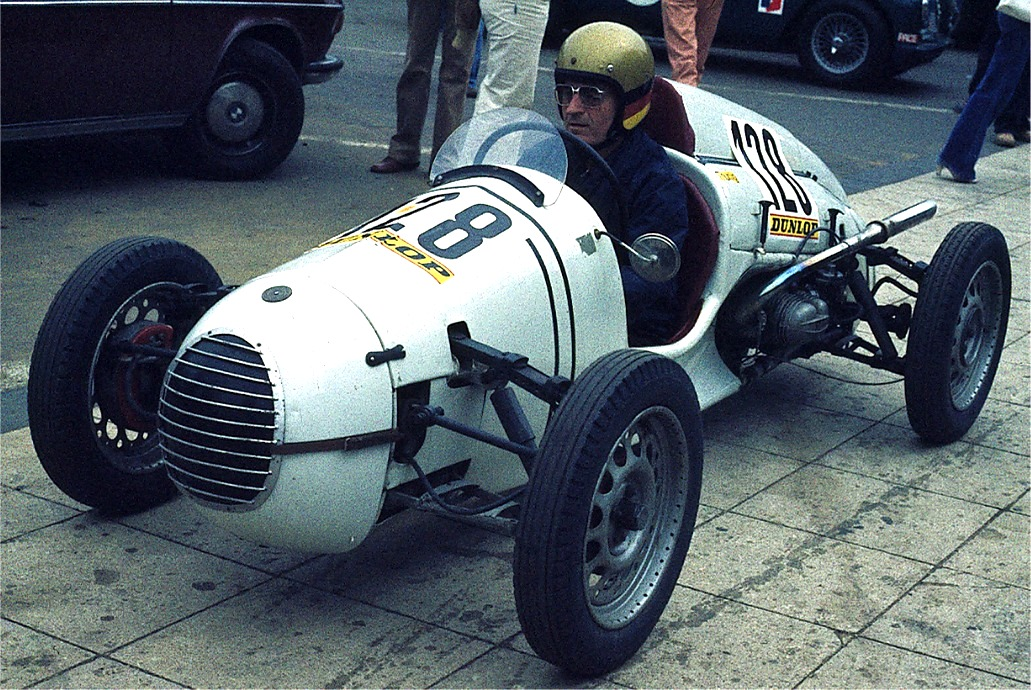
Formel-3-Fahrzeug, wie es in den 1950er-Jahren auch auf dem Donauring eingesetzt wurde.

Der Donauring wurde und wird entgegen dem Uhrzeigersinn befahren. Start und Ziel der historischen Rennstrecke war auf dem langgestreckten Rechtsbogen der Zehnerstraße (heute Auf der Schanz), etwa in Höhe des Kavalier Hepp, heute Stadtmuseum. Die anschließende Rechts-links-Kombination wurde durch die Harderstraße und die nördliche Fahrspur der Esplanade gebildet. Hier führte der Donauring unmittelbar an der Fassade der Friedenskaserne vorbei. Dieses Gebäude, welches heute das Finanzamt Ingolstadt und das Polizeipräsidium Oberbayern Nord beherbergt, wurde ab 1953 von der Auto Union GmbH genutzt. Damals wie heute führt aus der Esplanade die Rechbergstraße in einem Linksbogen heraus. Diese Straße trifft beim Nordbahnhof auf die Nördliche Ringstraße, in die der Streckenverlauf des Donaurings in einem scharfen Linksknick einschwenkte. Er folgte der Nördlichen und Westlichen Ringstraße in westlicher und südlicher Richtung, anschließend ging es in einer 90-Grad-Kurve nach links in die Friedhofstraße in Richtung Kreuztor. Eine abschließende Spitzkehre nach links führte wieder auf die Zehnerstraße (Auf der Schanz) und damit zurück zu Start und Ziel. Diese Strecke hatte eine Länge von 3,95 km.

## Donauring-Revival

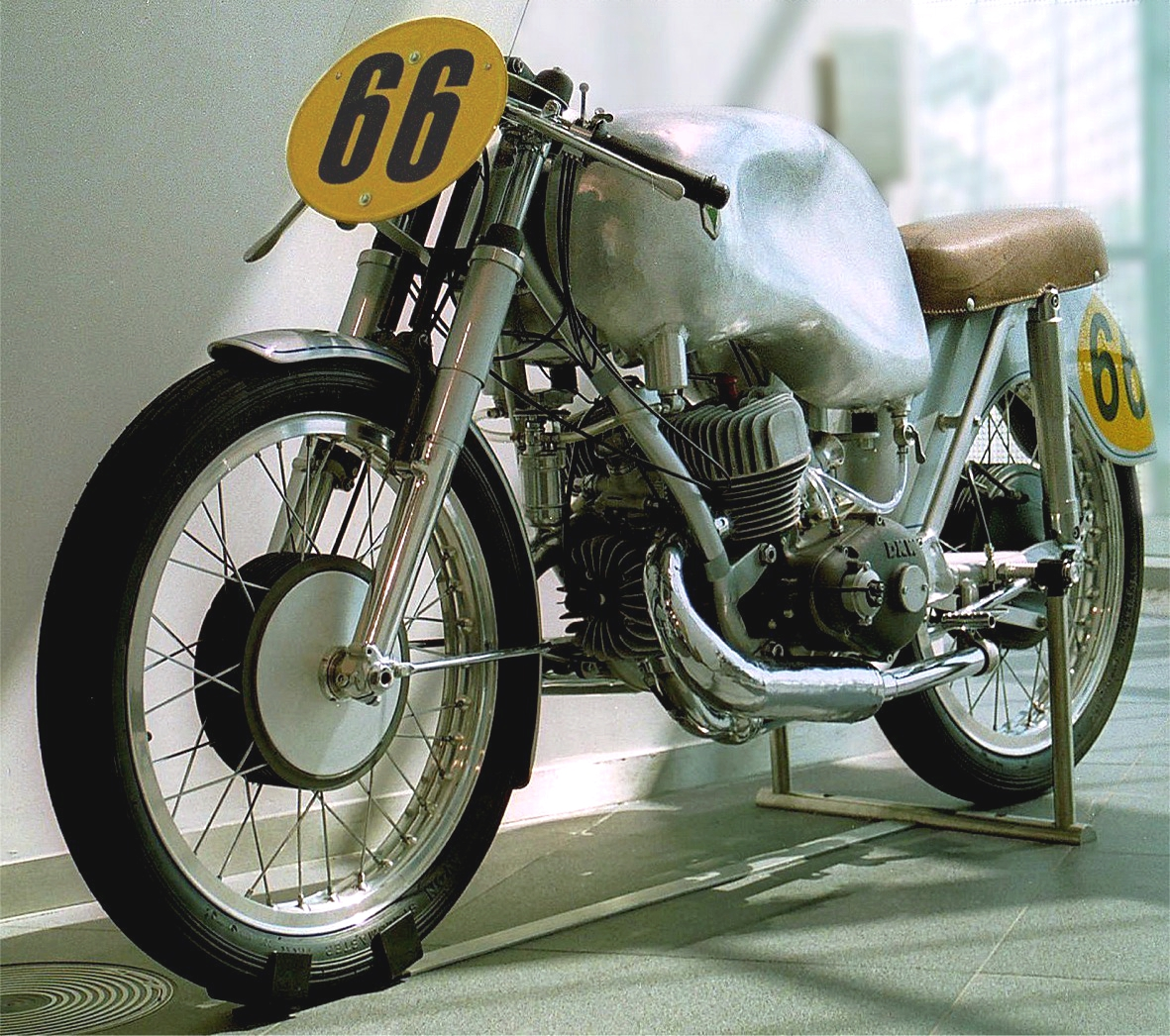
DKW-Rennmaschine (RM 350, Spitzname Singende Säge) von Gustl Hobl. Das Ausstellungsstück aus dem museum mobile kam sowohl beim Donauring-Rennen selbst als auch im Rahmen des Revivals zum Einsatz.

Seit 1999 finden in Ingolstadt in unregelmäßigen Abständen Donauring-Revival-Veranstaltungen statt. Hierfür wird die Streckenführung auf 1,6 km verkürzt. Sie besteht lediglich aus vier Geraden bzw. bogenförmig verlaufenden Streckenteilen und vier Linkskurven. Als Start- und Zielgerade dient der nördliche Teil der Harderstraße, der damit eine Kurzanbindung zwischen den historischen Streckenteilen Zehnerstraße/Auf der Schanz und Nördliche Ringstraße bildet. Die zweite Abkürzung zwischen diesen bildet die Von-der-Tann-Straße, welche die Tordurchfahrt des Kavalier Hepp als Engstelle durchquert. Auf dieser Strecke werden Demonstrationsläufe mit historischen Motorrädern und Automobilen ausgetragen. Eine Wertung sowie eine offizielle Zeitnahme finden nicht statt. Dennoch und auch trotz des auf der kurzen Strecke deutlich verringerten Vollgasanteils werden mit schnellen Solomaschinen aus den Fünfzigerjahren Rundenzeiten im Bereich von einer Minute erreicht. Dies entspricht einer Durchschnittsgeschwindigkeit von knapp 100 km/h und kommt nahe an das Tempo heran, das seinerzeit bei den Rennen gefahren wurde. Anders als im Wettbewerbssport werden die Fahrzeuge beim Donauring-Revival nicht nach Hubraum in Klassen eingeteilt. Stattdessen wird nach Baujahr-Zeiträumen gestartet.
Die Demonstrationsläufe mit Automobilen werden regelmäßig von der in Ingolstadt beheimateten Audi AG, dem Nachfolgeunternehmen der Auto Union GmbH, genutzt, um Fahrzeuge aus dem historischen Bestand zu präsentieren. In der Vergangenheit gezeigt wurden unter anderem ein Auto Union Typ C, Audi 200 quattro Trans-Am, Audi 90 quattro IMSA GTO sowie verschiedene Rallye-Fahrzeuge der Gruppe B. Auf Fahrerseite setzt das Marketing von Audi auf die Zugkraft bekannter Namen, so dass die Fahrzeuge unter anderem von Harald Demuth, Walter Röhrl oder dem verstorbenen Michele Alboreto bewegt wurden. Anzumerken ist, dass die in diesem Zusammenhang gezeigten Fahrzeuge keine Verbindung zum historischen Donauring haben. Der Einsatz von Grand-Prix-Rennwagen wie dem Auto Union Typ C auf dem Stadtkurs war nie geplant, viele andere der gezeigten historischen Rennwagen wurden erst Jahrzehnte nach dem letzten Donauring-Rennen gebaut.